# Maratone
Maratone (in greco antico: Μαραθῶνα?, Marathôna) è un personaggio della mitologia greca. Fu un re di Corinto e Sicione.

## Genealogia
Era figlio di Epopeo e Antiope, e fratello di Enope. Ebbe due figli, Sicione e Corinto.

## Mitologia
Secondo il racconto di Pausania, mentre suo padre era re, Maratone fuggì in Attica. Alla morte del padre, tornò nel Peloponneso, e divise il regno tra i due figli. Uno dei due diede il nome alla città di Corinto, precedentemente chiamata Efira, mentre l'altro fu eponimo della città di Sicione, precedentemente nota come Egiale.